# David Castedo
David Castedo Escudero, bekannt als David Castedo oder einfach nur David (* 26. Januar 1974 in Palma) ist ein ehemaliger spanischer Fußballspieler.

## Spielerkarriere

### Die Anfänge
Der auf Mallorca geborene David Castedo begann seine Karriere bei seinem Heimatverein RCD Mallorca. Dort spielte er viereinhalb Jahre und stieg 1995/1996 mit seiner Mannschaft als Tabellenzweiter in Spaniens Eliteliga auf. Auch dort konnte sich David Castedo durchsetzen, ehe er im darauffolgenden Jahr auf das Abstellgleis geschoben wurde. Gerade einmal zwei Einsätze in der Hinrunde der Saison 97/98 sorgten dafür, dass er zum Zweitligisten Hércules CF ging, wo er an die bisher gezeigten Leistungen nahtlos anknüpfen konnte.
Nach einem einjährigen Gastspiel bei Aufsteiger CF Extremadura bekam er die Möglichkeit nach Mallorca zurückzukehren. Doch nach nur acht Einsätzen in der gesamten Saison 1999/2000 verließ er seine alte Wirkungsstätte endgültig, um beim andalusischen Traditionsverein FC Sevilla anzuheuern.

### Sevilla FC
In seiner ersten Saison in Sevilla wurde er gleich Stammspieler und stieg mit seiner Mannschaft als souveräner Tabellenführer auf. In der Saison 2003/2004 erreichte der FC Sevilla den sechsten Platz in der Meisterschaft und konnte sich nach Ewigkeiten für das internationale Geschäft qualifizieren. Da er unumstrittener Stammspieler war, bekam er das Vertrauen der Mannschaft und war dritter Kapitän hinter Spielern wie Javi Navarro. Die folgenden Jahre sollten nicht nur die größten für den FC Sevilla sein, sondern auch für David Castedo. Er konnte zweimal den UEFA-Pokal und einmal die Copa del Rey gewinnen und zu alledem den Europäischen Supercup im Finale in Monaco mit 3:0 gegen den großen Favoriten, den FC Barcelona gewinnen.
Aufgrund der starken Konkurrenz als linker Verteidiger durch Antonio Puerta und Ivica Dragutinović wechselte David im Sommer 2007 zu UD Levante. Nach dem Abstieg 2008 beendete er seine Laufbahn.

## Titel
- UEFA-Pokal – FC Sevilla – 2006
- UEFA Super Cup – FC Sevilla – 2006
- UEFA-Pokal – FC Sevilla – 2007
- Copa del Rey – FC Sevilla – 2007